# محمدرضا سرگلزایی
محمدرضا سرگلزایی (زاده:۰۴ آبان ۱۳۴۹، زابل) روان‌پزشک، شاعر و نویسنده و پژوهشگر حوزه‌های فلسفه و اسطوره‌شناسی اهل ایران است.

## زندگی‌نامه
محمدرضا سرگلزایی ۴ آبان ماه ۱۳۴۹ در زابل سیستان و بلوچستان متولد شد. او کودکی خود را در جنوب خراسان (بیرجند و قائن) و نوجوانی خود را در مشهد گذراند. زمان انقلاب ۱۳۵۷ او ۹ سال داشت. همزمان با پایان جنگ هشت ساله در پاییز ۱۳۶۷ وارد دانشکده پزشکی زاهدان شد و از سال ۱۳۷۴ به حرفه پزشکی مشغول شده و طبابت خود را آغاز کرد.

سرگلزایی در سال ۱۳۷۶ وارد دورهٔ تخصصی روان‌پزشکی شد و در سال ۱۳۷۹ بورد تخصصی روان‌پزشکی خود را با رتبهٔ سوم کشوری دریافت کرد و عضو هیئت علمی دانشگاه علوم پزشکی مشهد شد؛ ولی از سال ۱۳۸۳ تدریس در دانشگاه را با هدف آموزش عمومی و فعالیت فرهنگی گسترده‌تر رها کرد. وی در مرداد ۱۳۹۳ با دعوت مرکز ملی مطالعات اعتیاد ایران (دانشگاه علوم پزشکی تهران) اولین کلینیک دولتی ترک اعتیاد به الکل کشور را در آن مرکز راه‌اندازی کرد.
خوانندگانی که سیر آثارم را مرور می‌کنند از تفاوت نگرش‌ها و ادبیات آثاری همچون «سلام مؤمن، سلام»، «هزار و یک شب میان خواب و بیداری»، «کوزه ای از آب بحر» با نسل بعدی آثارم از جمله «شخصیت سالم»، «آزاده زندگی کنیم» و «حرف‌هایی برای امروزی هاً دچار تعجب می‌شوند. در نسل قبلی آثارم به دنبال ارائه تعریفی فردی از سلامت روان بودم که ثقل آن بر دوش “معنویت» بود، در حالی که در نسل جدید آثارم به دنبال تعریفی اجتماعی از سلامت روان هستم که ثقل آن بر دوش «عقلانیت» است.— محمدرضاسرگلزایی، معرفی نامه

## دیدگاه
او ورود به قلمروی روان‌پزشکی را با خواندن آثار «کارل گوستاو یونگ» روان‌پزشک و فیلسوف بزرگ سوئیسی و در حوزه روان‌شناسی تحلیلی شروع کرد. وی در سال ۱۳۷۹ بورد تخصصی روان‌پزشکی را گذراند.
ورود او به قلمروی روان‌پزشکی باعث شد چالش‌هایی که «دوران گذار اجتماعی سیاسی» در وی ایجاد شده بود عمیق‌تر شوند. او در خصوص تغییر نگرش خود معتقد است: عرصه روان‌شناسی و به خصوص گرایش روانکاوی (که مورد علاقه من واقع شد)، اساسی‌ترین مفاهیم ذهن انسان را به چالش می‌کشد.

## فعالیت‌ها
محمدرضا سرگلزایی در دوران دانشجویی، علاوه بر درس طب به مطالعات فرهنگی (تاریخ، علوم دینی و علوم سیاسی) و فعالیت‌های اجتماعی مشغول بود. وی در سال ۱۳۸۰ موفق به کسب عنوان برگزیده کتاب برتر در زمینه اعتیاد از سوی ستاد مبارزه با مواد مخدر کشور جهت تألیف کتاب «ترک اعتیاد موفق» شد. همچنین وی عضو هیئت علمی انجمن علمی هیپنوتیزم بالینی ایران (هیپنوتیزم درمانگر) است.

## کتاب‌ها
محمدرضا سرگلزایی تاکنون کتاب‌های بسیاری در حوزه روان‌شناسی، روان‌پزشکی، فلسفه و علوم اجتماعی منتشر کرده است. وی اولین کتاب خود را با نام (معمای زمان) در باب نسبیت زمان انیشتین و سهم آن در فهم متون دینی در ۱۹ سالگی نوشت و این کتاب در سال ۱۳۷۲ چاپ شد. مهارت‌های زندگی، فلسفه زندگی، عرفان، اعتیاد، سبک زندگی، مهارت‌های زندگی برای نوجوانان و شعر موضوعات کتاب‌های منتشر شده از این روان‌پزشک است.
1. «معمای زمان»: ۱۳۷۲ - (ناشر: مؤلف)
2. «پرسش و پاسخ‌هایی در طب اطفال»: ۱۳۷۴ - (ترجمه)
3. «داروهای روان‌پزشکی»: ۱۳۷۷ - انتشارات گل آفتاب (ترجمه)
4. «ترک اعتیاد موفق»: ۱۳۷۹ - انتشارات دانشگاه علوم پزشکی مشهد[۱۵]
5. «وقتی که باید به روان‌پزشک مراجعه کنید»: ۱۳۷۹ انتشارات دانشگاه علوم پزشکی مشهد
6. «اختلال وسواسی جبری»: ۱۳۸۰ - انتشارات دانشگاه فردوسی مشهد (ترجمه)
7. «با HSR آشنا شویم»: ۱۳۸۱ - انتشارات دانشگاه علوم پزشکی مشهد
8. «زندگی، فکر و دیگر هیچ»: ۱۳۸۴ - انتشارات مرندیز
9. «من این سرنوشت را نمی‌خواهم»: ۱۳۸۴ - انتشارات مرندیز
10. «خودت را دوست داری؟»: ۱۳۸۴ - انتشارات مرندیز
11. «ماجراهای عاشقانه»: ۱۳۸۴ - انتشارات مرندیز
12. «ده سؤال بی جواب»: ۱۳۸۴ - انتشارات مرندیز
13. «نامه‌هایی به آسمان»: ۱۳۸۴ - انتشارات مرندیز
14. «کوزه ای از آب بحر»: ۱۳۸۴ - انتشارات مرندیز (انتشارات بهار سبز)
15. «هزار و یک شب میان خواب و بیداری»: ۱۳۸۶ - انتشارات مرندیز
16. «سلام مؤمن، سلام»: ۱۳۸۶ - انتشارات مرندیز
17. «یک، دو، سه، حرکت»: ۱۳۸۶ - انتشارات مرندیز (انتشارات بهار سبز)
18. «شخصیت سالم»: (روان و زندگی) ۱۳۸۶ - نشر قطره[۱۶]
19. «اعتیاد، از سبب‌شناسی تا درمان» (روان و زندگی) ۱۳۸۶ - نشر قطره[۱۷]
20. یادداشت‌های یک روان‌پزشک - نشر قطره[۱۸]
21. «حرف‌هایی برای امروزی‌ها»: ۱۳۸۹ - انتشارات بهار سبز
22. «آزاده زندگی کنیم»: ۱۳۹۰ - نشر فریور
23. «راهی برای رهایی از اعتیاد»: ۱۳۹۰ - انتشارات به نشر
24. «انسان، فلسفه، عرفان»: ۱۳۹۳ - انتشارات بهار سبز
25. «جزیرهٔ مجنون»: ۱۳۹۴ - انتشارات پویا نما
26. «بفرمایید، نوبت شماست»: ۱۳۹۴ - انتشارات بهار سبز
27. جنون قدرت و قدرت نامشروع (در باب فاشیسم - توتالیتاریسم و کاپیتالیسم) ۱۳۹۷ - نشر قطره[۱۹]
28. «ابابیل نقد» (مجموعهٔ مصاحبه‌ها) - ۱۳۹۸ - نشر قطره

## نگارخانه

جنون قدرت و قدرت نامشروع
شخصیت سالم (روان و زندگی)
یادداشت‌های یک روان‌پزشک
اعتیاد (روان و زندگی)